# Johannes Schaaf
Johannes Schaaf, född 7 april 1933 i Stuttgart, Württemberg, död 1 november 2019 i Murnau am Staffelsee, Bayern, var en tysk filmregissör, manusförfattare och skådespelare.

## Filmografi i urval
- 1967 – Tatueringen (manus och regi)
- 1970 – Erste Liebe (roll)
- 1971 – Jaider, der einsame Jäger (roll)
- 1971 – Trotta (manus och regi)
- 1973 – Traumstadt (manus och regi)
- 1975 – Der Kommissar (TV-serie) (regi)
- 1977 – Den gamle deckarräven (TV-serie) (roll)
- 1986 – Momo (manus och regi)